# Levan Shengelia
Levan Shengelia (en georgiano: ლევან შენგელია; Samtredia, 27 de octubre de 1995) es un futbolista georgiano que juega en la demarcación de extremo para el O. F. I. Creta de la Superliga de Grecia.

## Selección nacional
Tras jugar con las categorías inferiores de la selección, finalmente el 12 de octubre de 2019 hizo su debut con la selección de Georgia en un partido de clasificación para la Eurocopa 2020 contra Irlanda que finalizó con un resultado de empate a cero.

### Participaciones en Eurocopas
| Copa          | Sede     | Resultado        | Partidos | Goles |
| ------------- | -------- | ---------------- | -------- | ----- |
| Eurocopa 2024 | Alemania | Octavos de final | 0        | 0     |

### Goles internacionales
| # | Fecha                 | Estadio                                 | Oponente | Gol | Resultado | Competición                         |
| - | --------------------- | --------------------------------------- | -------- | --- | --------- | ----------------------------------- |
| 1 | 15 de octubre de 2023 | Estadio Mikheil Meskhi, Tiflis, Georgia | Chipre   | 3–0 | 4-0       | Clasificación para la Eurocopa 2024 |

## Clubes
| Club                       | País          | Año       | Partidos | Goles |
| -------------------------- | ------------- | --------- | -------- | ----- |
| FC Dila Gori II            | Georgia       | 2013-2014 | 14       | 3     |
| FC Dila Gori               | Georgia       | 2014      | 3        | 0     |
| FC Torpedo Kutaisi         | Georgia       | 2014      | 3        | 0     |
| FC Kolkheti-1913 Poti      | Georgia       | 2015      | 11       | 4     |
| Royale Union Tubize-Braine | Bélgica       | 2015-2017 | 41       | 3     |
| Daejeon Hana Citizen       | Corea del Sur | 2017      | 29       | 5     |
| SK Dinamo Tiflis           | Georgia       | 2018-2019 | 50       | 25    |
| Konyaspor                  | Turquía       | 2019-2021 | 59       | 7     |
| Oud-Heverlee Leuven        | Bélgica       | 2021-2022 | 25       | 3     |
| Panetolikos FC             | Grecia        | 2022-2024 | 56       | 5     |
| O. F. I. Creta             | Grecia        | 2024-     | 36       | 3     |